# Obrium maculatum
Obrium maculatum es una especie de escarabajo longicornio, clasificada en la tribu Obriini, de la subfamilia Cerambycinae. Fue descrita por Olivier en 1800.
La especie mide 4-8 mm de longitud y el período de actividad en adultos se presenta entre abril y noviembre. Se distribuye por Canadá, El Salvador, Estados Unidos, Guatemala, Honduras, Costa, Rica, México y Nicaragua.